# Fallet Asunta
Fallet Asunta (spanska: El caso Asunta) är en spansk biografisk dramaserie som hade premiär den 26 april 2024 på strömningstjänsten Netflix. Seriens första säsong består av sex avsnitt.

## Handling
Baserade på sanna händelser av mordet på den adopterade Fang Yong (aka Asunta Basterra). Asunta adopterades vid 9 månaders ålder från Kina av den barnlösa familjen Basterra som båda var framgånsgrika jurister Man ansåg att flickan fått allt och räddats genom adoptionen av Basterras men 12 år senare hittas flickans kropp dumpad på en bakgata. Asunta hade mördats, spår hittas i hennes kropp som visar att hon drogats under en längre tid innan mordet. Under polisutredningen hittas tecken på sexuella övergrepp genom att polisen finner adoptivfaderns dna i hennes underkläder, sexualiserade bilder av flickan hittas på adoptivfaderns dator och andra tecken på sexuellt utnyttjande framkommer under utredningen i det sanna fallet. Asunta hade klagat i skolan på att adoptivföräldrarna gav henne vitt pulver som gjorde henne glömsk och snurrig. Lärarna noterade att Asunta som var en toppstudent talade sluddrigt och var desorienterad. 
Serien överensstämmer i stora drag med hur mordet på den 12 åriga, internationellt adopterade Asunta Basterra gick till.

## Rollista (i urval)
- Candela Peña – Rosario Porto
- Tristán Ulloa – Alfonso Basterra
- Javier Gutiérrez
- María León
- Carlos Blanco
- Alicia Borrachero